# Titanattus
Titanattus es un género de arañas saltarinas de la familia Salticidae.

## Especies
- Titanattus andinus (Simon, 1900)
- Titanattus cordia Edwards & Baert, 2018
- Titanattus cretatus Chickering, 1946
- Titanattus euryphaessa Bustamante & Ruiz, 2017
- Titanattus notabilis (Mello-Leitão, 1943)
- Titanattus novarai Caporiacco, 1955
- Titanattus paganus Chickering, 1946
- Titanattus pallidus Mello-Leitão, 1943
- Titanattus parvus (Mello-Leitão, 1945)
- Titanattus pegaseus Simon, 1900
- Titanattus saevus Peckham & Peckham, 1885
- Titanattus sciosciae Rubio, Baigorria & Stolar, 2021